# Liste der Mitglieder des Coburger Landtags (23. Wahlperiode)
Diese Liste nennt die Mitglieder des Coburger Landtags in seiner 23. und letzter Wahlperiode (1912–1919).
Bei den Landtagswahlen 1912 wurden drei Kandidaten des Freisinns, vier des NLP und vier Agrarier gewählt. Aufgrund des Ersten Weltkriegs verlängerte sich seine Wahlperiode. Aufgrund der Novemberrevolution endete die Geschichte des Coburger Landtags 1918. Als Nachfolger wurde 1919 die Landesversammlung des Freistaates Coburg gewählt.
| Wahlbezirk | Name                      | Stand                                                     |
| ---------- | ------------------------- | --------------------------------------------------------- |
| I          | Carl Senkeisen            | Holzwarenfabrikant und Magistratsrat in Coburg            |
| II         | Ernst Külbel              | Malzfabrikant und Magistratsrat in Coburg / Schriftführer |
| III        | Gustav Hirschfeld         | Oberbürgermeister in Coburg                               |
| IV         | Friedrich Schlottermüller | Bürgermeister in Rossach / bis 1915                       |
| IV         | Christian Brückner        | Schultheiß in Haarth / Nachwahl 1915                      |
| V          | Gustav Heß                | Landwirt in Neusses bei Coburg                            |
| VI         | Gustav Langner            | Bürgermeister in Rodach                                   |
| VII        | Gottlieb Römhild          | Bürgermeister in Meeder                                   |
| VIII       | Oscar Arnold              | Fabrikant in Neustadt bei Coburg / Präsident              |
| IX         | Reinhold Göckel           | Mühlenbesitzer und Landwirt in Oberwohlsbach              |
| X          | Wilhelm Gutsel            | Töpfermeister in Sonnefeldt / Vizepräsident               |
| XI         | Reinhold Stepf            | Bürgermeister in Königsberg                               |

Dem ständigen Ausschuss gehörten Oscar Arnold als Präsident, Ernst Külbel als Schriftführer sowie Gottlieb Römhild, Wilhelm Gutsel und Friedrich Schlottermüller an. Daneben bildete der Landtag zwei Ausschüsse: Die Finanzkommission (Arnold, Külbel, Schlottermüller, Römhild und Senkeisen) und die Verwaltungskommission (Gutsel, Hirschfeld, Heß, Stepf und Langner).